# Im Jahre Ragnarök
Im Jahre Ragnarök ist ein alternativweltgeschichtlicher Roman des deutschen Schriftstellers Oliver Henkel und erschien 2009 beim Atlantis Verlag. Der Roman handelt von einem britischen Geheimagenten, der sich in den 1960er Jahren in das geteilte und im Zuge des Morgenthau-Plans deindustrialisierte Deutschland begibt, um dort einem Mord nachzugehen, der mit Kunstschieberei zu tun haben könnte, und dabei auf geheime Machenschaften im Untergrund stößt.

## Handlung
1962: Der britische Geheimagent John Tubber hat, weil er voreilig Schlüsse zog und an diesen stur festhielt, seinen jüngsten Auftrag im Britisch-Indien vermasselt und wird nun in das vom durchgeführten Morgenthau-Plan gezeichnete Deutschland strafversetzt. Dort ist nahe Kassel ein Toter gefunden worden, der offenbar mit Kunsthehlerei zu tun hatte. Tubber begibt sich in die britische Besatzungszone und bekommt in Hamburg den Deutschen Günter Dünnbrot zugewiesen, der für den einheimischen Ordnungsdienst arbeitet.
Vor ihrer Abreise nach Kassel will Tubber noch einen jüdischen Friedhof aufsuchen, denn seine aus Deutschland stammende Frau Ingrid bat ihn, das Grab einer damaligen Freundin ihrer Mutter aufzusuchen. Tubber kann sich noch an die Gräberreihe der Familie erinnern, ist jedoch erstaunt, nur noch eine Grasfläche vorzufinden. Dünnbrot betont, dass hier nie Gräber gewesen waren. Tubber wirft ihnen vor, die jüdischen Grabsteine aus Antisemitismus zerschlagen und zu Kies verarbeitet zu haben, Dünnbrot widerspricht ihm.
Am Tatort, dem Berg Hohlestein im Habichtswald bei Kassel, angekommen kann Tubber keinen Hinweis darauf finden, was der Tote hier draußen gemacht hat. Als sie die Leiche selbst untersuchen, stellt sich durch eine Blutgruppen-Tätowierung heraus, dass es sich bei dem Toten um einen Angehörigen der früheren Waffen-SS handeln muss. In seinem Mantel finden sie ein kleines Andachtsbild, das früher in der Kunsthalle Bremen ausgestellt war. In seinem Notizbuch finden sich mehrere Koordinaten von Orten in Europa sowie ein rätselhafter Hinweis auf das Ragnarök der germanischen Mythologie. Zudem liegt darin Zettel, auf dem neben einem Datum mit Uhrzeit „Kassel Herkules Svensson“ notiert wurde. Tubber glaubt nun, dass er Verschwörung von im Untergrund tätiger Nationalsozialisten auf die Spur gekommen ist. Damit wittert er auch die Chance, einen Erfolg verbuchen zu können und sich somit aus seiner beruflichen Misslage befreien zu können.

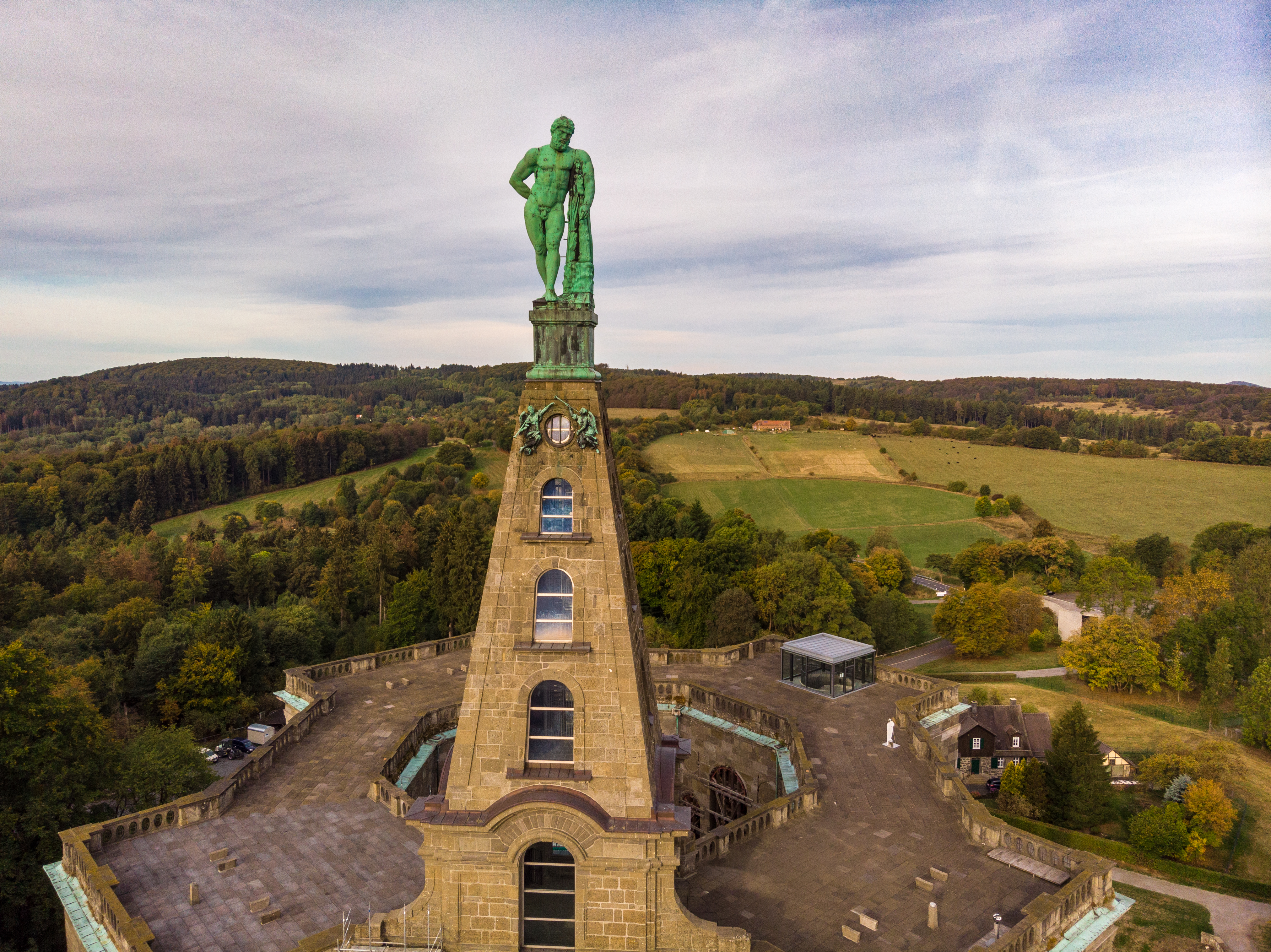
Das Herkules-Denkmal in Kassel ist Handlungsort im Roman.

Tubber kommt dahinter, dass „Herkules“ kein Vorname ist, sondern damit die Herkules-Statue beim Schloss Wilhelmshöhe gemeint ist, also der Treffpunkt. Dünnbrot zieht den Mantel des Toten an und soll sich als dieser ausgeben, um an mehr Informationen zu gelangen. Es stellt sich heraus, dass es sich bei Svensson um einen bereits älteren schwedischen Antiquitätenhändler handelt. Dünnbrot erfährt, dass der Tote den Namen Otto Pallasch trägt und gibt sich als dessen Vertretung aus. Bevor jedoch mehr Informationen gewonnen werden können, erscheint ein amerikanischer Captain und greift ein, wobei Svensson bei der Flucht erschossen wird, womit Tubber seine Spur verloren hat. Sie werden, obwohl sie sich nach wie vor in der britischen Besatzungszone befinden, verhaftet, können den Amerikaner jedoch überwältigen und fliehen. Dünnbrot findet im Mantel des Toten noch ein zusammengefaltetes Papier, auf dem in Maschinenschrift mehrere Kunstwerke aufgelistet sind, die den Charakter einer Bestellliste haben – das Papier trägt den Briefkopf von George S. Patton, dem Militärgouverneur für die US-Besatzungszone, der nun im Verdacht steht, Kunstwerke für seinen Privatbesitz zu erwerben.
Sie wollen sich nach Potsdam begeben, wo Patton, obwohl nach wie vor Berlin Sitz der amerikanischen Besatzungsmacht ist, im Schloss Sanssouci residiert. Auf dem Weg dorthin versagt jedoch ihr Wagen. Sie werden von Chantal Schmitt aus Luxemburg, die sich als Prostituierte herausstellt, mitgenommen. Tubber kann mit Patton sprechen, der ihn jedoch hinauswirft, als er merkt, dass ihm Hehlerei vorgeworfen wird. Tubber bemerkt jedoch, dass einer der Mitarbeiter Pattons sich verdächtig verhält und verfolgt diesen mit Chantals Wagen. Er wird Zeuge, wie dieser sich mit einem Fremden trifft und Geschäfte macht, neben militärischer Ausrüstung und Dingen wie Sonnencreme verkauft er u. a. diesem auch Briefpapier mit Pattons Briefkopf. Zu Tubbers Entsetzen handelt es sich bei dem Fremden um Otto Pallasch, dessen Leiche er kurz zuvor noch untersucht hatte. Tubber kann sich nicht erklären, wie dies möglich ist.
Tubber bemerkt, dass er den Zettel mit der Bestellliste bei Patton liegen gelassen hat und begeht einen nächtlichen Einbruch in das Schloss, bei dem er diesen an sich nehmen kann, jedoch erwischt wird und fliehen muss.
Er setzt sich anschließend mit seinem Vorgesetzten in London in Verbindung, da er in der dringenden Lage Vollmachten für sein weiteres Vorgehen erhalten möchte. Doch es kommt zu einer unschönen Wendung: Da einige Beschwerden gegen ihn eingetroffen sind, u. a. wegen des jüngsten Einbruchs, wird er mit sofortiger Wirkung vom Dienst suspendiert. Als er danach noch seine Frau anruft, meint diese, dass er sich nicht gebessert habe und trennt sich daher von ihm. Damit sind sämtliche Hoffnungen Tubbers zerplatzt. Greta, eine in Berlin lebende Freundin von Chantal, meint jedoch, er solle der Sache nun privat nachgehen, denn wenn tatsächlich Nazis im Untergrund große Pläne haben, dürfen sie keinen Erfolg haben.
Sie begeben sich daher zu dem Treffen, das sie mitbekommen haben. Tubber wird aus seinem Versteck heraus Zeuge, wie einer von Pattons Mitarbeitern mit Otto Pallasch Handel tätigt. Es wird auch ein „Reichsführer“ erwähnt, was Tubber vermuten lässt, dass nachher Heinrich Himmler, dessen Leiche nie gefunden wurde, noch leben könnte.
Tubber und Greta beschließen kurzerhand, Pallasch zu folgen. Sie gelangen so zu den Ruinen von Carinhall, dem früheren Privatsitz von Hermann Göring. Dort werden die beiden Zeugen, wie eine Reihe junger Männer in eine offenbar neu gegründete SS aufgenommen werden. Damit hat sich Tubbers Vermutung bestätigt, dass es sich um eine Verschwörung von Nazis handelt. Sie bekommen auch mit, dass es mehrere solcher geheimer Ausbildungslager gibt, die nun aber, weil ein größeres Unternehmen ansteht, nun alle aufgelöst werden und alle Rekruten zu dem Marktplatz in den Ruinen von Pirna gebracht werden. Sie müssen auch mit ansehen, wie nach dem Abtransport der jungen Leute die überzähligen Rekruten kaltblütig von der SS erschossen werden.
Zurück in Berlin werden die beiden von britischen Militärpolizisten ergriffen und zum Liaison Office gebracht. Dort treffen sie auf den amerikanischen Captain wieder, den Tubber in Kassel niederschlug. Sie können jedoch von Chantal und Dünnbrot befreit werden und begeben sich, da sie nun alle im gemeinsamen Boot sitzen, mit dem Wagen nach Süden Richtung Sachsen. Durch eine Kugel wurde der Wagen jedoch beschädigt, sodass sie auf halbem Weg festsitzen. Zu ihrem Glück stoßen sie auf einen Lastwagen der US-Armee, der sich ebenfalls in südliche Richtung bewegt, die Mannschaft erkennt Chantal wieder und nimmt sie daher mit. Während eines nächtlichen Halts entwenden sie den Amerikanern den Wagen und fahren damit weiter.
Inzwischen hat der amerikanische Captain, der ihnen auf den Fersen ist, den zurückgelassenen Wagen von Chantal gefunden. Dort findet er einen Zettel, den Tubber beim Verlassen verloren hat. Es handelt sich um jenen Zettel, auf dem die Daten des Treffens am Herkules stehen. Der Amerikaner erschrickt, weil er diesen Zettel selbst geschrieben hat. Er sieht in seiner Tasche nach und hat diesen immer noch bei sich. Er kann sich nicht erklären, weshalb Tubber offenbar denselben Zettel bei sich trägt, es ist schlicht unmöglich. Nun will er Tubber nicht nur aus verletzten Stolz finden, sondern auch, um Licht in diese Sache zu bringen.
Als Tubber und seine Gefährten in den Ruinen von Dresden einen Halt einlegen, um dort tanken zu können, werden sie von Smith gestellt, den sie jedoch überwältigen können. Tubber erfährt von dem doppelten Zettel und kann es sich nicht erklären.
In Pirna beobachtet Tubber wie erwartet mehrere Lastwägen der Nationalsozialisten. Sie sind alle mit Zeichen des Spanischen Roten Kreuzes ausgestattet, was es ihnen ermöglicht, sich unbehelligt durch Deutschland zu bewegen und auf Unterstützung aus dem von Franco geführten Spanien schließen lässt. Der Konvoi bewegt sich dann unmittelbar auf ein Gebiet vor, das seit Kriegsende Sperrgebiet ist, da in den letzten Kriegstagen dort gefährliche Milzbranderreger freigesetzt worden sind. Tubber vermutet nun, dass dies alles eine großangelegte Tarnung gewesen ist und das Gebiet überhaupt nicht verseucht ist. Dort drinnen muss sich die Zentrale der SS befinden.
Tubber und Dünnbrot begeben sich hinein und stoßen bald auf SS-Einheiten, die sie gefangen nehmen wollen. Man will ihnen ein Gift spritzen, um den Anschein zu erwecken, sie seien Opfer der Verseuchung geworden, als ihnen auffällt, dass Dünnbrot eine Blutgruppen-Tätowierung am Arm besitzt. Daher beschließt man, die beiden Gefangenen zum Reichsführer zu bringen.
Sie werden zur Burg Königstein gebracht, wo sie auf den tatsächlich noch lebenden Heinrich Himmler stoßen. Dort erfahren sie auch, um was es sich bei Unternehmen Ragnarök handelt: Den NS-Wissenschaftlern ist es gelungen, Portale zu konstruieren, mit denen man durch die Zeit reisen kann. So klärt sich auch das Verschwinden der jüdischen Gräber auf dem Hamburger Friedhof: Es handelte sich um die Auswirkungen von kleineren Experimenten, die gemacht wurden, wie man die Zeitlinie manipulieren kann und welche Auswirkungen dies auf die Gegenwart hat. Diese Möglichkeit wurde genutzt, um eine Reihe von Kunstwerken, kurz bevor sie im Krieg zerstört wurden, in die Gegenwart zu schaffen. Damit wurde ein Kapitalstock erarbeitet, um Ausrüstung für das Unternehmen finanzieren zu können.
Himmler hatte dabei ursprünglich vor, die Zeitlinie so zu manipulieren, dass das Deutsche Reich den Krieg gewinnen würde, verwarf die Idee schließlich aber wieder, weil sie zu schwierig war, und entschied sich für eine einfachere und größere Lösung: Mit bestens ausgerüsteten 1.000 Mann will er zurück in die Bronzezeit reisen und dort am Roten Meer die Juden bei ihrer Flucht aus Ägypten abfangen und sie alle ermorden, um so das Judentum endgültig aus der Weltgeschichte zu tilgen. Danach sollen die Deutschen nordwärts bis nach Südschweden ziehen, wo sie auf noch rassisch unverfälschte Urgermanen stoßen. Dort soll ein Reich errichtet werden und es der nordischen Rasse ermöglicht werden, durch die mitgebrachte Technik aus der Zukunft die anderen Rassen zu vernichten. Himmler bietet nun beiden die Mitarbeit an: Tubber hat sich früher mit der Geschichte des Alten Orients befasst und sei daher für den Weg nach Norden wegen seiner Landeskenntnis wertvoll, Dünnbrots große Literaturkenntnisse hingegen wären wertvoll, um eine neue arische Dichtung entstehen zu lassen. Während Tubber entschieden ablehnt, ist Dünnbrot zu Tubbers Entsetzen bereit, sich als Himmlers Skalde einzubringen.
Für das Unternehmen sollen alle Beteiligten und die Ausrüstung in das Eckertal gebracht werden, wo sich eine eigens dafür konstruierte Anlage befindet, die auf den Transport so vieler Menschen ausgerichtet ist. Dünnbrot, der nur vorgab, Himmlers Ideen verfallen zu sein, kann Tubber befreien und gemeinsam fliehen sie nach draußen. Sie lassen durch den gefangenen Smith den Amerikanern ausrichten, was vor sich geht, begeben sich aber selbst unmittelbar zum Eckertal. Dort gelingt es ihnen, Sprengsätze im dortigen Staudamm zu zünden, wodurch dieser bricht und eine große Überschwemmung auslöst, mit der Himmlers eingetroffene Männer samt ihrem Anführer in den Fluten getötet werden.
Danach überlegen Tubber, Dünnbrot, Chantal und Greta, was sie nun machen sollen, schließlich werden sie nach wie vor von den Behörden gesucht und ihrer Geschichte von einer Verschwörung von Nationalsozialisten unter Himmler, die in der Lage waren, eine Zeitmaschine zu bauen, würde ihnen wohl kaum jemand glauben. Als sie in den Fluten eine Kiste erblicken, die für Himmler besonders großen Wert besaß, ziehen sie diese an Land und finden darin eine große Ansammlung von Gold- und Silbermünzen aus verschiedenen Zeitaltern. Damit wollte man sich offenbar die Möglichkeit erhalten, sich den langen Weg vom Sinai bis hoch nach Skandinavien freizukaufen und somit unnötige bewaffnete Konflikte zu umgehen. Tubber schlägt vor, dass sie zu viert nach Australien auswandern sollten, nachdem er jüngst in einer Zeitung las, dass dieses Land mit Erfolg seine Unabhängigkeit verteidigen konnte und bei einem Interessenskonflikt sich sogar gegenüber den Vereinigten Staaten durchzusetzen vermochte.
Als Smith später mit amerikanischen Einheiten im Eckertal eintrifft, finden sie den zerstörten Staudamm und viele Tote im Wasser vor, können sich aber nicht genau erklären, was geschehen ist. Smith überlegt sich nun, was er am besten in seinem Bericht schreibt, da er fürchtet, wenn er keine schlüssige Erklärung bieten kann, sich dies schlecht auf seine Karriere auswirken könnte. Er kann sich jedoch auf alles, was er erlebt hat, keinen Reim machen.

## Dargestellte Welt
Die dargestellte Welt unterscheidet sich von der bekannten Zeitlinie dadurch, dass Josef Stalin 1944 gestorben ist und sich die Sowjetunion aufgrund ausbrechender innerer Konflikte aus dem Krieg zurückziehen musste. Das Deutsche Reich wurde somit von den Briten und Amerikanern besiegt.
Das besiegte Deutsche Reich wurde in eine britische Zone mit Verwaltungszentrale in Hannover und eine amerikanische mit Sitz in Berlin geteilt. Zudem gibt es auf der linken Seite des Rheins die Rheinische Republik, die einen Retortenstaat darstellt und beim Blick auf die Landkarte zeigen soll, dass auch Frankreich zu den Siegermächten gehört. Präsident dieser Republik ist Konrad Adenauer. Sie ist im Gegensatz zum übrigen Deutschland nicht von den beiden durchgeführten Morgenthau-Plänen betroffen und besitzt daher eine starke Grenzbefestigung um zu verhindern, dass Bewohner des restlichen Deutschlands über den Rhein gelangen, wo sie sich ein besseres Leben erhoffen. Offiziell wurde das verbliebene Deutschland in kleine Einzelstaaten aufgeteilt, die in einem Bund Deutscher Länder (BDL) organisiert sind, dessen Regierung jedoch faktisch wenig Macht besitzt. Bewohnt wird dieses Gebiet von schätzungsweise nur noch 15 bis 20 Millionen Deutschen. Die größeren Städte sind zum Großteil Ruinen, die nicht wieder aufgebaut worden sind. In Berlin leben neben den Angehörigen der Besatzungsmacht noch etwa 20.000 Menschen. Unter den Deutschen machen sich immer wieder Gerüchte breit, dass ehemalige Nazi-Größen noch am Leben seien, verbunden mit der Hoffnung, dass im Untergrund eine neue Armee im Aufbau sei, mit der es in naher Zukunft zu einem Volksaufstand gegen die Besatzer kommen werde.
Östlich an Deutschland grenzen jenseits der Oder und Neiße die polnischen Staaten, die weitgehend mit eigenen Konflikten untereinander befasst sind, zudem gibt es eine Slowakisch-Tschechische Föderation.
In Großbritannien herrschen große Armut und Mangel an Heizmaterial.
Australien hat seine Unabhängigkeit behauptet.

## Sonstiges
An einer Stelle im Roman wird erwähnt, dass es mit der Zeitmaschine nicht möglich ist, die Jahre September 614 bis August 911 auszuwählen. Eine der Personen äußert sich dazu, dass man fast den Eindruck bekommt, dass diese drei Jahrhunderte gar nicht existieren würden. Dabei handelt es sich um eine Anspielung auf die Theorie der Phantomzeit, nach der drei Jahrhunderte des Mittelalters nie stattgefunden hätten und eine reine Erschaffung mittelalterlicher Chronisten darstellen. Diese von Heribert Illig aufgebrachte These diente Henkel bereits als Inspiration für seinen 2001 veröffentlichten Debüt-Roman Die Zeitmaschine Karls des Großen.

## Rezeption
Armin Möhle schrieb auf phantastiknews.de, dass der Roman „routiniert geschrieben“ sei, die von Henkel beschriebene Welt „wirkt authentisch“. Der Grundgedanke, ein vom Morgenthau-Plan gezeichnetes Deutschland, sei bereits 1984 mit Thomas Zieglers Roman Die Stimmen der Nacht entstanden, ansonsten werde aber eine völlig andere Geschichte erzählt. Einige Gags würden Henkel gelingen, indem er bekannte Personen aus dem Kunstbereich (so etwa Jack Kerouac) in einem anderen Kontext zeige oder historische Personen karikiere. Die beschriebene Verschwörung, die im Laufe des Romans aufgedeckt wird, sei „dem klassischen Repertoire der Science Fiction entlehnt“, belaste allerdings die Plausibilität des Romans, wenn eine Mitte der 1940er Jahre theoretisch erkannte Sache zu Beginn der 1960er Jahre fertiggestellt und einsatzfähig sei.
Christel Scheja meinte auf fantasyguide.de, man merke beim Lesen, „dass sich Oliver Henkel die Entwicklungen sehr genau überlegt hat und plausibel darzustellen versucht.“ Die von ihm dargestellte Welt „hält sich sehr eng an die Realität und zeigt eine düstere Gegenwart, die durchaus hätte möglich sein können, wenn Deutschland zu einem Agrarstaat geworden wäre.“ Die ersten beiden Drittel der Romans besitzen zudem einen großen Detailreichtum. Negativ nennt Scheja allerdings, dass die Geschichte dann aber „etwas ins Klischee“ abgleite, wodurch einiges der bisherigen Spannung und Dynamik verloren gehe. Die Gegenspieler verhielten sich deshalb „mehr oder weniger so, wie man es von ihnen kennt und weichen kaum von den archetypischen Verhaltensweisen ab“, wodurch man schon früh den Ausgang der Geschichte erahnen könne. Dadurch werde dem Werk viel von seinem Ideenreichtum genommen. Dennoch besitze der Roman „einen interessanten Ansatz“ und lese sich in weiten Teilen sehr spannend.
Carsten Kuhr urteilte auf der Seite phantastik-couch.de, dass sich der Autor mit seinem neuesten Werk treu bleibe. Erneut habe er „einen packenden Roman“ vorgelegt. Die Beschreibung des entnazifizierten Deutschland, in dem die Siegermächte „mit Arroganz ohnegleichen schalten und walten wie sie wollen“, geschehe in „ergreifenden Bildern, deren Wucht den Leser schockiert“. Oftmals müsse  „Kollege Zufall“ die Personen aus gefährlichen Situationen retten, das Finale ziehe sich zudem zu lange hin. Für Kuhr fallen diese Schwächen angesichts der skurrilen Hauptfiguren und „einer so nie vorhersehbaren Handlung“ nicht allzu sehr ins Gewicht. Sein Fazit lautete: „Unterhaltsam, originell und rasant erzählte Unterhaltung made in Germany, wie man sie gerne liest.“
Rupert Schwarz gab dem Roman auf fictionfantasy.de 6 von 10 Punkte. Henkel schreibe „sehr routiniert“, die erste Hälfte sei „sehr fesselnd“, dann verliere das Buch jedoch ein wenig an Fahrt. „Zu sehr konstruiert ist die Handlung und manches scheint dem Leser zu sehr an den Haaren herbeigezogen zu sein.“ Gegen Ende des Buches werde es wieder besser und das Ende sei dann „durchaus gelungen“. Der Roman sei insgesamt „durchaus lesenswert und bietet solide Unterhaltung. Allerdings gelang es Oliver Henkel nicht ganz, an seine früheren Werke qualitativ anzuschließen.“ Sein Kollege Erik Schreiber urteilte auf fictionfantasy.de: „Ein schnell zu lesender Roman, überlegt geschrieben, der sich nicht lange mit überflüssigen Beschreibungen aufhielt.“ Der Hintergrund, was die Entwicklung des Vereinigten Königreichs angeht, sei allerdings, wurde kritisiert, von Henkel „etwas zu oberflächlich ausgearbeitet“, dennoch sei das dargestellte „durchaus gelungen“. Allerdings enthalte das Buch auch viele Klischees, ohne die man in der heutigen Zeit wohl kaum mehr auskomme. Gelobt wurde zudem ausdrücklich das Cover-Artwork von Timo Kümmel, das sehr stimmungsvoll geraten sei und gut zum Roman passe.

## Ausgaben
- Oliver Henkel: Im Jahre Ragnarök. Atlantis, Stolberg 2009, ISBN 978-3-941258-05-1.